# ادی لاترون
ادی لاترون (به انگلیسی: Eddie Latheron) بازیکن فوتبال زادهٔ ۲۲ دسامبر ۱۸۸۷ اهل کشور انگلستان که سابقهٔ بازی در تیم ملی فوتبال انگلستان را در کارنامهٔ خود دارد. وی در تاریخ ۱۷ مارس ۱۹۱۳ نخستین بازی ملی خود را در مقابل تیم ملی فوتبال ولز انجام داد و با حضور در ۲ بازی ملی، در تاریخ ۱۴ فوریه ۱۹۱۴ واپسین بازی ملی‌اش را در برابر تیم ملی فوتبال ایرلند برگزار کرد.
این بازیکن توانسته در بازی‌های ملی، ۱ گل به ثمر برساند.